# Hasdrúbal (fill d'Hannó)
Hasdrúbal va ser un general cartaginès de la Primera Guerra Púnica de qui Polibi diu que era fill d'Hannó.
Va ser un dels dos generals designats per fer front al cònsol romà Règul l'any 256 aC i va portar la guerra de forma insensata, fins que Xantip d'Esparta va prendre el comandament, encara que Hasdrúbal sembla que no el van deposar, i va ser enviat a Sicília amb un fort exèrcit i 140 elefants. Durant uns dos anys va dominar el camp a causa de la superioritat que li donaven els elefants, però no va fer cap acció important. L'any 250 aC finalment es va decidir a atacar al cònsol Luci Cecili Metel a la vora de Panorm, però el romà el va rebutjar i el va derrotar. Hasdrúbal va perdre tots els elefants que els romans van matar o capturar, cosa que els va donar una indiscutida superioritat a terra. Hasdrúbal va fugir a Lilibèon i després va tornar a Cartago on va ser condemnat a mort i executat.